# 法斯塔特
法斯塔特（法語：Pfastatt，法語發音：[(p)fastat] ⓘ），法国东北部城市，大东部大区上莱茵省的一个市镇，隶属于米卢斯区，其市镇面积为5.24平方公里，2022年1月1日时人口数量为10,275人，在法国城市中排名第1,017位。
法斯塔特位于上莱茵省南部，米卢斯市区北侧，是米卢斯的一个近郊卫星城。

## 地名来源
“Pfastatt”一名最初于公元790年以日耳曼语“Finstatinse”的形式被记载，意为“白色的林间草地”。17世纪末，法斯塔特的官方名称拼写为“Pfastan”，1801年后改为现名。
法斯塔特所处区域历史上通行阿尔萨斯语，“Pfastatt”对应的阿尔萨斯语拼写为“Pfàscht”，其对应的读音为“[bfaʃt]”。1871至1918年间，法斯塔特被普鲁士统治，当地官方使用与“Pfastatt”相同拼写的德语名称。

## 历史

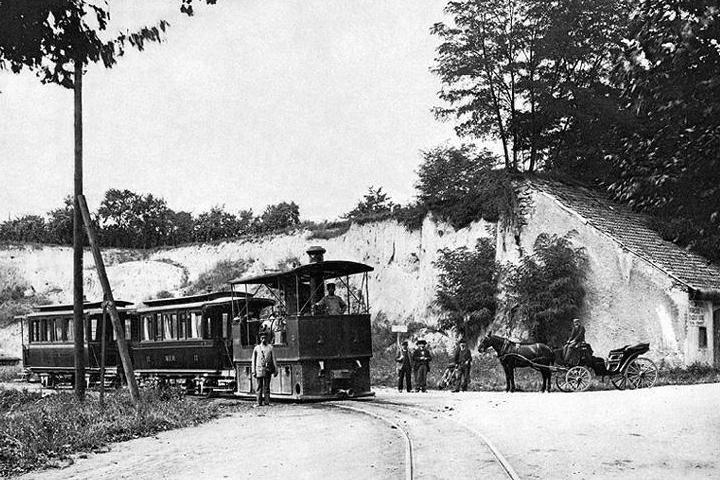
20世纪初运行于法斯塔特街头的老式有轨电车

根据当地官方网站的论述，法斯塔特境内曾发现早期拉坦诺文化遗址。古典时期，法斯塔特为塞夸尼人的活动范围。公元728年，法斯塔特成为米尔巴克修道院的一处领地。1495年，马克西米连一世将法斯塔特卖给了蒂尔施泰因家族。三十年战争期间，法斯塔特遭到严重破坏，当地人口数量大幅下降。18世纪时，法斯塔特境内的黏土矿得到开采，当地出现了纺织工厂。法国大革命后，法斯塔特成为上莱茵省的一个市镇，隶属于阿尔特基什区。工业革命期间，法斯塔特的人口数量快速增加，当地出现了工人社区。普法战争结束后，法斯塔特及其所处的阿尔萨斯-洛林地区被划入德意志帝国，并被设立为米尔豪森县。19世纪末，米卢斯有轨电车线网曾覆盖法斯塔特。一战结束后，阿尔萨斯-洛林地区根据《凡尔赛条约》重归法国，法斯塔特改属米卢斯区。二战后，得益于米卢斯的城市扩张，法斯塔特逐渐成为米卢斯的一座近郊卫星城，当地兴建了多处居民区。

## 地理

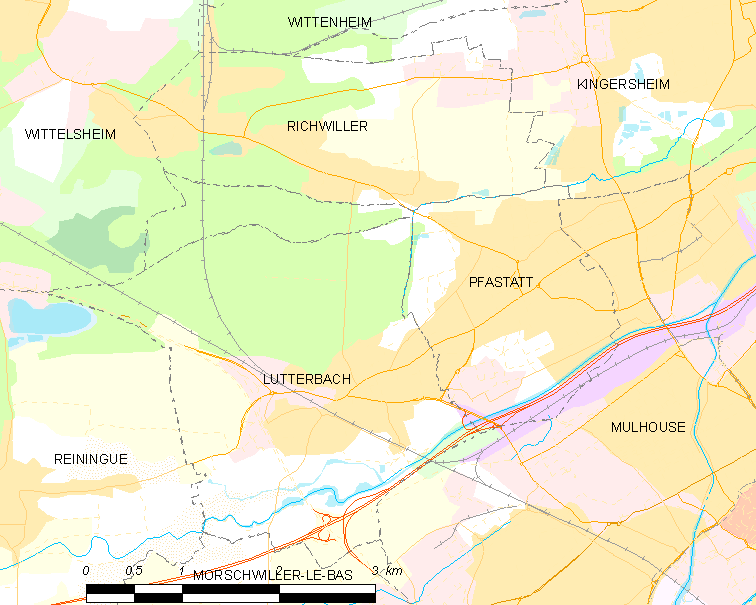
法斯塔特市镇范围地图

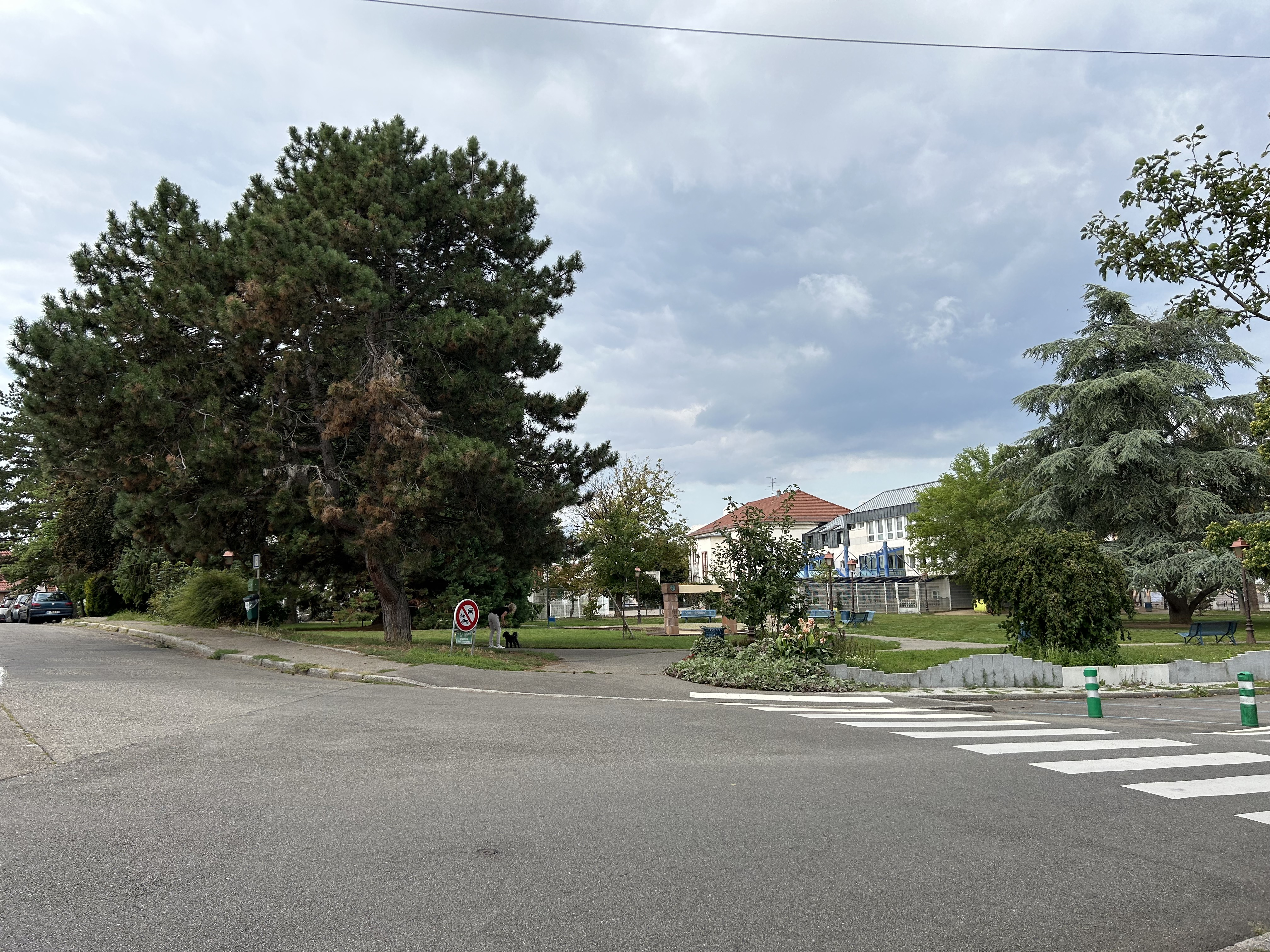
法斯塔特市政厅附近的小公园

法斯塔特位于法国东北部，大东部大区东南部和上莱茵省南部，距离省会科尔马大约46公里。与法斯塔特接壤的市镇包括：里什维莱尔、米卢斯和吕特巴克。

### 地形
法斯塔特位于莱茵河左岸平原南部，境内以平原为主，市镇中心地势较为平坦，全境海拔在238到265米之间。

### 水文
法斯塔特位于莱茵河流域范围内，多莱尔河自西向东流经市镇范围南部，多勒巴赫莱因河则自南向北流经市镇范围西北部边境。

### 植被
法斯塔特属于温带阔叶混交林区，镇中心的小公园（Petit Parc）是当地的一处城市绿地；林地多分布于河流附近及镇中心伊尔扎克街区域；农南布鲁赫森林的部分区域为法斯塔特的管辖范围。
在鲜花城市的评比中，法斯塔特被评为2星级鲜花城市。

### 气候
法斯塔特在柯本气候分类法中属于带有大陆性特征的温带海洋性气候（Cfb）。
距离法斯塔特最近的常年气象站位于米卢斯境内，以下为该气象站的数据（其中日照数据取自圣路易气象站）：
| 米卢斯 1981年－2019年 | 米卢斯 1981年－2019年 | 米卢斯 1981年－2019年 | 米卢斯 1981年－2019年 | 米卢斯 1981年－2019年 | 米卢斯 1981年－2019年 | 米卢斯 1981年－2019年 | 米卢斯 1981年－2019年 | 米卢斯 1981年－2019年 | 米卢斯 1981年－2019年 | 米卢斯 1981年－2019年 | 米卢斯 1981年－2019年 | 米卢斯 1981年－2019年 | 米卢斯 1981年－2019年 |
| 月份                  | 1月                   | 2月                   | 3月                   | 4月                   | 5月                   | 6月                   | 7月                   | 8月                   | 9月                   | 10月                  | 11月                  | 12月                  | 全年                  |
| --------------------- | --------------------- | --------------------- | --------------------- | --------------------- | --------------------- | --------------------- | --------------------- | --------------------- | --------------------- | --------------------- | --------------------- | --------------------- | --------------------- |
| 历史最高温 °C（°F）   | 18.3 (64.9)           | 21.9 (71.4)           | 26.1 (79.0)           | 30 (86)               | 33.3 (91.9)           | 37.6 (99.7)           | 38.9 (102.0)          | 39.4 (102.9)          | 34.1 (93.4)           | 29.6 (85.3)           | 24.3 (75.7)           | 19.9 (67.8)           | 39.4 (102.9)          |
| 平均高温 °C（°F）     | 4.6 (40.3)            | 6.6 (43.9)            | 11.5 (52.7)           | 15.6 (60.1)           | 20.2 (68.4)           | 23.6 (74.5)           | 26 (79)               | 25.7 (78.3)           | 21.1 (70.0)           | 15.7 (60.3)           | 9 (48)                | 5.4 (41.7)            | 15.4 (59.7)           |
| 日均气温 °C（°F）     | 1.7 (35.1)            | 2.8 (37.0)            | 6.7 (44.1)            | 10.1 (50.2)           | 14.6 (58.3)           | 17.9 (64.2)           | 20 (68)               | 19.6 (67.3)           | 15.7 (60.3)           | 11.2 (52.2)           | 5.7 (42.3)            | 2.7 (36.9)            | 10.7 (51.3)           |
| 平均低温 °C（°F）     | −1.2 (29.8)           | −0.9 (30.4)           | 2 (36)                | 4.7 (40.5)            | 9.1 (48.4)            | 12.1 (53.8)           | 14 (57)               | 13.5 (56.3)           | 10.3 (50.5)           | 6.7 (44.1)            | 2.3 (36.1)            | 0 (32)                | 6.1 (43.0)            |
| 历史最低温 °C（°F）   | −20.2 (−4.4)          | −21.5 (−6.7)          | −17.2 (1.0)           | −6.3 (20.7)           | −3.1 (26.4)           | 0.9 (33.6)            | 4.3 (39.7)            | 4 (39)                | −0.6 (30.9)           | −6.7 (19.9)           | −13.4 (7.9)           | −19 (−2)              | −21.5 (−6.7)          |
| 平均降水量 mm（）     | 60.8 (2.39)           | 52.8 (2.08)           | 56.2 (2.21)           | 52.4 (2.06)           | 80.3 (3.16)           | 70.2 (2.76)           | 68.5 (2.70)           | 64.1 (2.52)           | 70.5 (2.78)           | 75.1 (2.96)           | 57.2 (2.25)           | 80.6 (3.17)           | 788.7 (31.05)         |
| 月均日照時數          | 74                    | 94.1                  | 138.1                 | 176.1                 | 200.1                 | 226                   | 241.3                 | 227.7                 | 164.3                 | 118.5                 | 67.8                  | 55.1                  | 1,783.1               |
| 来源：infoclimat      |                       |                       |                       |                       |                       |                       |                       |                       |                       |                       |                       |                       |                       |

## 行政区划
法斯塔特的市镇编号为68256，邮政编号为68120。
在行政管理方面，法斯塔特隶属于法国大东部大区上莱茵省米卢斯区；在地方选举方面，法斯塔特隶属于京格赛姆县，其市镇范围全境被划入上莱茵省第六选区；在社会管理方面，法斯塔特是米卢斯阿尔萨斯城市圈公共社区的组成部分。
截至2023年8月，法斯塔特市镇范围内暂无任何城市敏感街区及城市政策优先街区。
法国国家统计与经济研究所（简称）在进行数据统计时，将法斯塔特及相邻的另外19个市镇设为米卢斯城市核心区，并将包括核心区在内的周边共60个市镇划为米卢斯城市区。自2020年起，米卢斯城市区被包含132个市镇的米卢斯城市辐射区代替。此外，还将法斯塔特市镇分为了三个“块区”（IRIS），以便于统计人口分布情况。

## 交通

### 公路
A36高速公路经过法斯塔特市镇范围南部，此外上莱茵省省道D19I线和D66线在法斯塔特境内交汇。
2019年，83%的法斯塔特家庭拥有至少一辆私人汽车。2021年，法斯塔特境内共发生各类交通事故3起，造成1人遇难，5人受伤，其中2人重伤。
| 18 | 4 |

| 科尔马 | 44 |

| 米卢斯 | 4.3 |

| 伊尔扎克 | 4.2 |

### 铁路

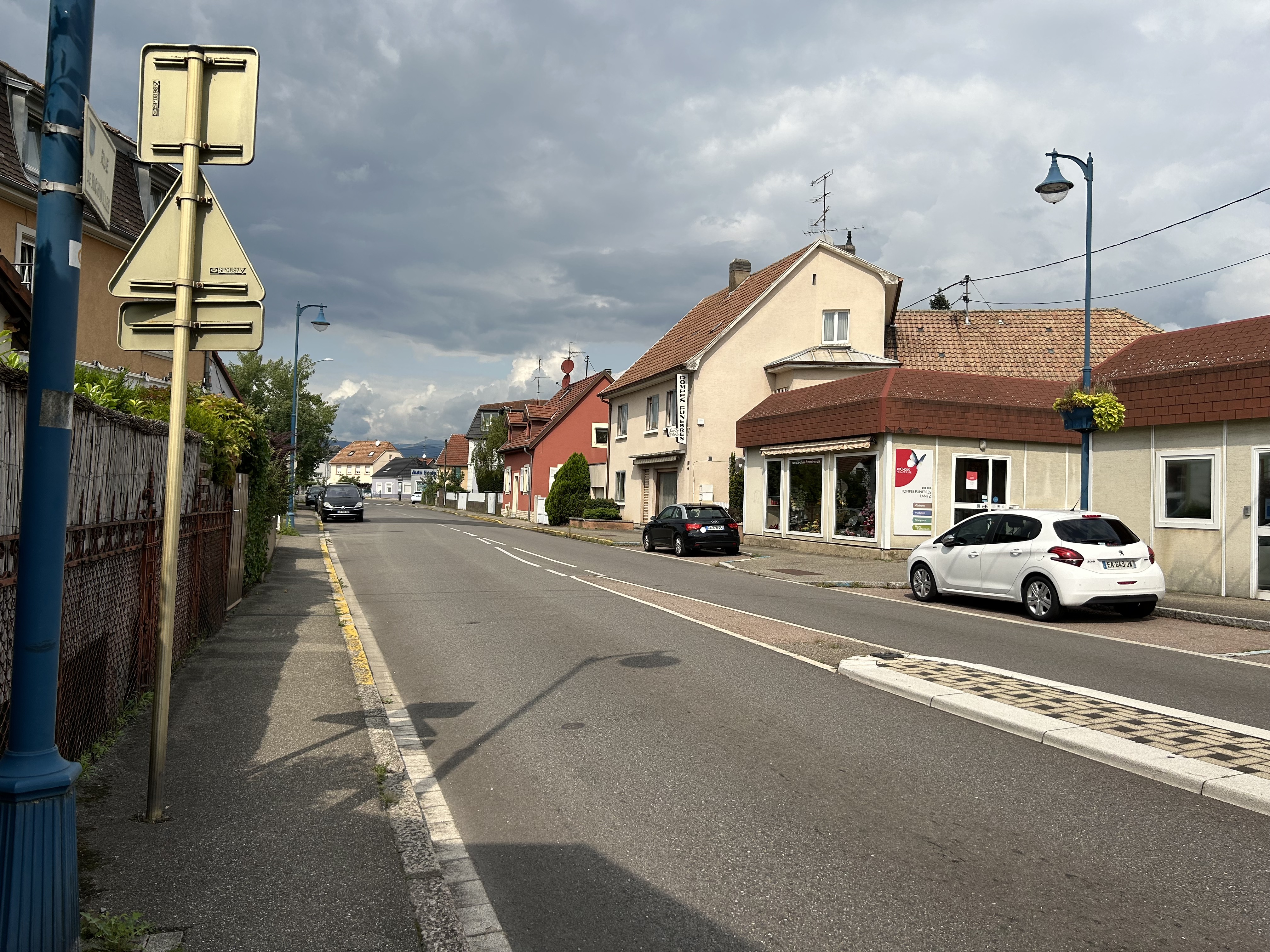
里什维莱尔街
（省道D19线I法斯塔特市区段）

距离法斯塔特最近的运营中的客运铁路车站为6公里外的米卢斯站，该站停靠前往巴黎、尼斯、蒙彼利埃、法兰克福、苏黎世的高速列车，以及前往巴黎、斯特拉斯堡、巴塞尔、贝尔福、米尔海姆和克吕特等方向的区域列车。

### 航空
距离法斯塔特最近的民用航空站为31公里外的巴塞尔-米卢斯-弗赖堡欧洲机场。

### 城市公共交通
法斯塔特是米卢斯城市公共交通（商业名称为“Soléa”）的服务范围，后者为米卢斯阿尔萨斯城市圈公共社区的公共交通系统。截至2023年8月，该系统共包括三条有轨电车线路和数十条公交线路，其中公交8路、12路和城际公交50路经过法斯塔特市区并设站。

## 政治

### 市政内阁

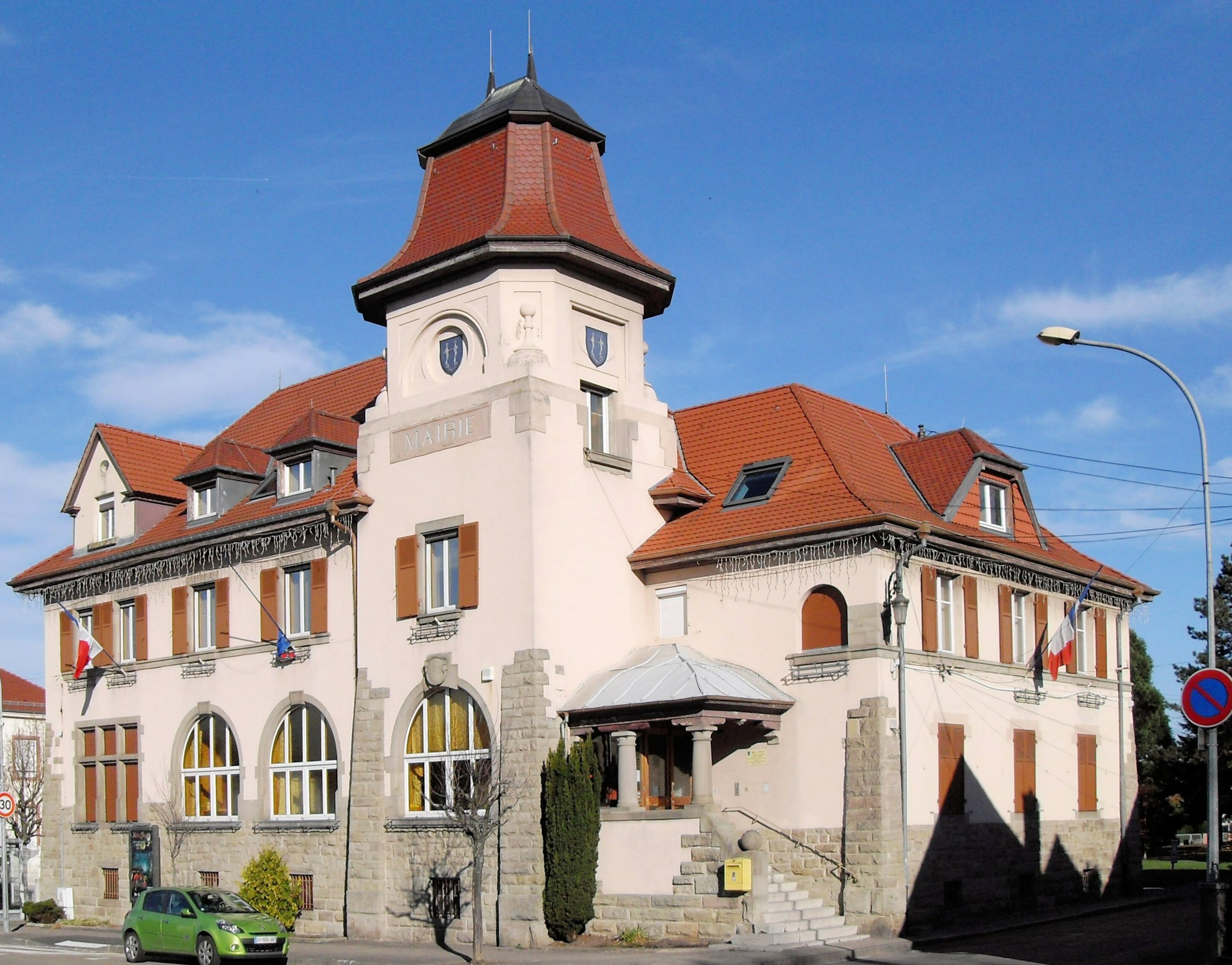
法斯塔特市政厅

法斯塔特的现任市长为弗朗西斯·伊尔梅耶先生，他是一名右翼无党派人士，在2020年的市政选举中获得了50.24%的支持率。
| 法斯塔特历届市长 | 法斯塔特历届市长                    | 法斯塔特历届市长                                                               |
| 任期             | 市长                                | 党派                                                                           |
| ---------------- | ----------------------------------- | ------------------------------------------------------------------------------ |
| 1945年－1977年   | Joseph WEISS 约瑟夫·韦斯            | 不详                                                                           |
| 1977年－1995年   | André LICHETLÉ 安德烈·利谢莱        | 不详                                                                           |
| 1995年－         | Francis HILLMEYER 弗朗西斯·伊尔梅耶 | UDF法国民主联盟 →Centriste中间派 →UDI民主人士和独立人士联盟 →DVD右翼无党派人士 |

### 各级选举
| 法斯塔特历届投票选举结果 | 法斯塔特历届投票选举结果 | 法斯塔特历届投票选举结果 | 法斯塔特历届投票选举结果 | 法斯塔特历届投票选举结果      | 法斯塔特历届投票选举结果 | 法斯塔特历届投票选举结果 | 法斯塔特历届投票选举结果      | 法斯塔特历届投票选举结果 | 法斯塔特历届投票选举结果 |
| 选举项目                 | 选举范围                 | 选区单位                 | 选区单位内的选举结果     | 选区单位内的选举结果          | 选区单位内的选举结果     | 选区单位内的选举结果     | 选区单位内的选举结果          | 选区单位内的选举结果     | 参考资料                 |
| 选举项目                 | 选举范围                 | 选区单位                 | 第一轮胜出者             | 第一轮胜出者                  | 支持率                   | 第二轮胜出者             | 第二轮胜出者                  | 支持率                   | 参考资料                 |
| ------------------------ | ------------------------ | ------------------------ | ------------------------ | ----------------------------- | ------------------------ | ------------------------ | ----------------------------- | ------------------------ | ------------------------ |
| 2017年法國總統選舉       | 法國                     | 市镇                     |                          | 玛丽娜·勒庞                   | 27.34%                   |                          | 埃马纽埃尔·马克龙             | 59.76%                   | [ 21 ]                   |
| 2017年法国立法选举       | 上莱茵省第六选区         | 市镇                     |                          | 弗朗西斯·伊尔梅耶             | 28.83%                   |                          | 布鲁诺·福克斯                 | 64.42%                   | [ 21 ]                   |
| 2019年欧洲议会选举       | 法國                     | 市镇                     |                          | 若尔当·巴尔代拉               | 27.58%                   | （不适用）               | （不适用）                    | （不适用）               | [ 23 ]                   |
| 2021年法国省级选举       | 上莱茵省                 | 县                       |                          | 文森特·哈根巴赫 法比埃娜·泽勒 | 43.57%                   |                          | 文森特·哈根巴赫 法比埃娜·泽勒 | 69.06%                   | [ 24 ]                   |
| 2021年法国省级选举       | 上莱茵省                 | 市镇                     |                          | 文森特·哈根巴赫 法比爱娜·泽勒 | 44.28%                   |                          | 文森特·哈根巴赫 法比爱娜·泽勒 | 71.93%                   | [ 24 ]                   |
| 2021年法国大区选举       | 大東部大區               | 市镇                     |                          | 让·罗特纳                     | 31.78%                   |                          | 让·罗特纳                     | 41.55%                   | [ 25 ]                   |
| 2022年法国总统选举       | 法國                     | 市镇                     |                          | 埃马纽埃尔·马克龙             | 26.18%                   |                          | 埃马纽埃尔·马克龙             | 54.7%                    | [ 21 ]                   |
| 2022年法国立法选举       | 上莱茵省第六选区         | 市镇                     |                          | 布鲁诺·福克斯                 | 31.47%                   |                          | 布鲁诺·福克斯                 | 57.07%                   | [ 21 ]                   |

## 人口
2020年，法斯塔特市镇人口数量为10,054，在法国排名第1,017位。其中男性4,639人，女性5,084人，75岁及以上人口占9.5%，外籍人口数量为706人，人口密度为1,919人/平方公里，当地居民被称为（男性）或（女性）。2020年，法斯塔特境内出生117人，死亡人口121人。
| 法斯塔特1900年－2020年人口变化情况 |
|                                    |
| 数据来源：Cassini、INSEE           |

## 经济

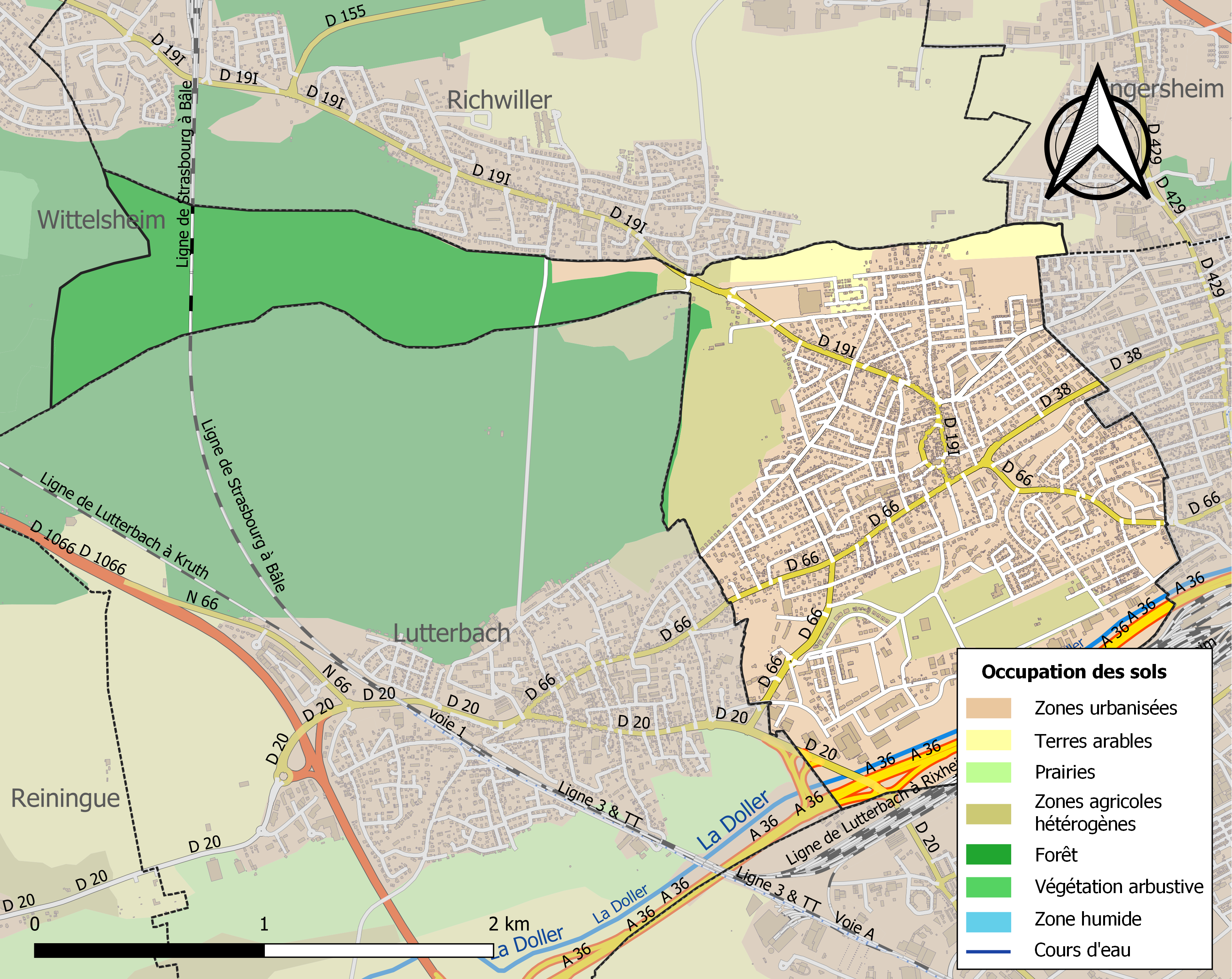
法斯塔特土地利用情况地图

法斯塔特是米卢斯的一个近郊卫星城。截至2023年8月，法斯塔特市镇范围内共有各类用人单位（包含自雇）1,034家，平均历史为14年，其中99.41%为中小型企业（PME），2023年6月至8月间，当地的经济活力指数为0.29%。（家用产品）、（大型零售）及（信息技术）是当地2021年营业额最高的三个企业，分别为62,661,305欧元、36,349,763欧元和3,341,063欧元。

## 财政与居民收入
2021年，法斯塔特的财政收入总额为7,587,790欧元，财政支出总额为7,094,710欧元，当年的债务总额为9,230,850欧元。2021年，法斯塔特市镇通过增值税获得264,780欧元的收入，此外当地还共获得了223,960欧元的国家直接财政补助。
2019年，法斯塔特的人均月收入总额为2,220欧元，其中高级职员为3,792欧元，低于法国平均水平（4,230欧元）；中级职员为2,289欧元，低于法国平均水平（2,411欧元）；普通职员为1,747欧元，高于法国平均水平（1,740欧元）。
2020年，法斯塔特境内的贫困率为13%，青壮年（15至64岁）失业率为14.4%；当地49.4%的家庭拥有纳税资格，平均纳税3,162欧元，低于法国平均水平（4,393欧元）。

## 社会事务

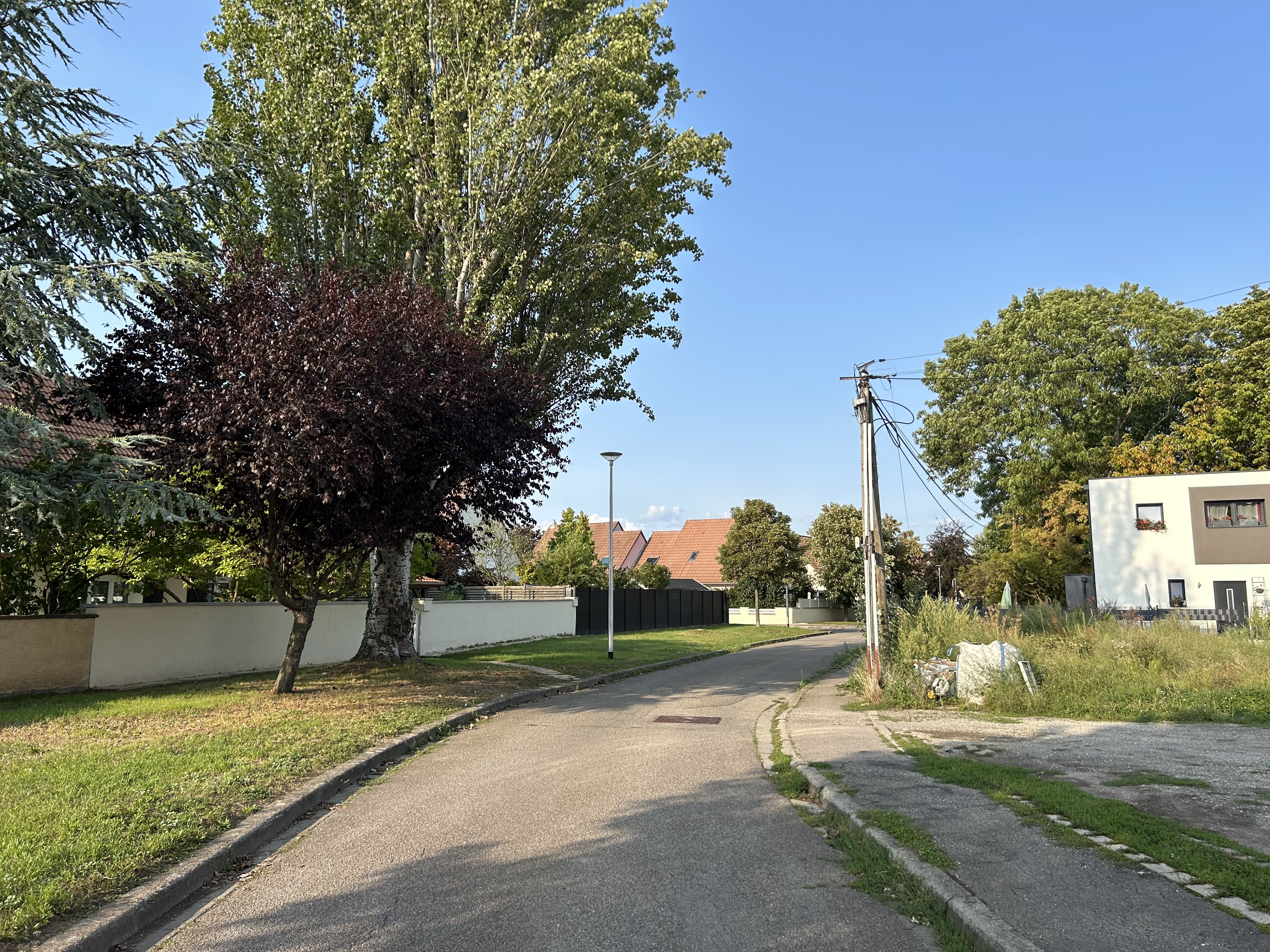
莱茵河街

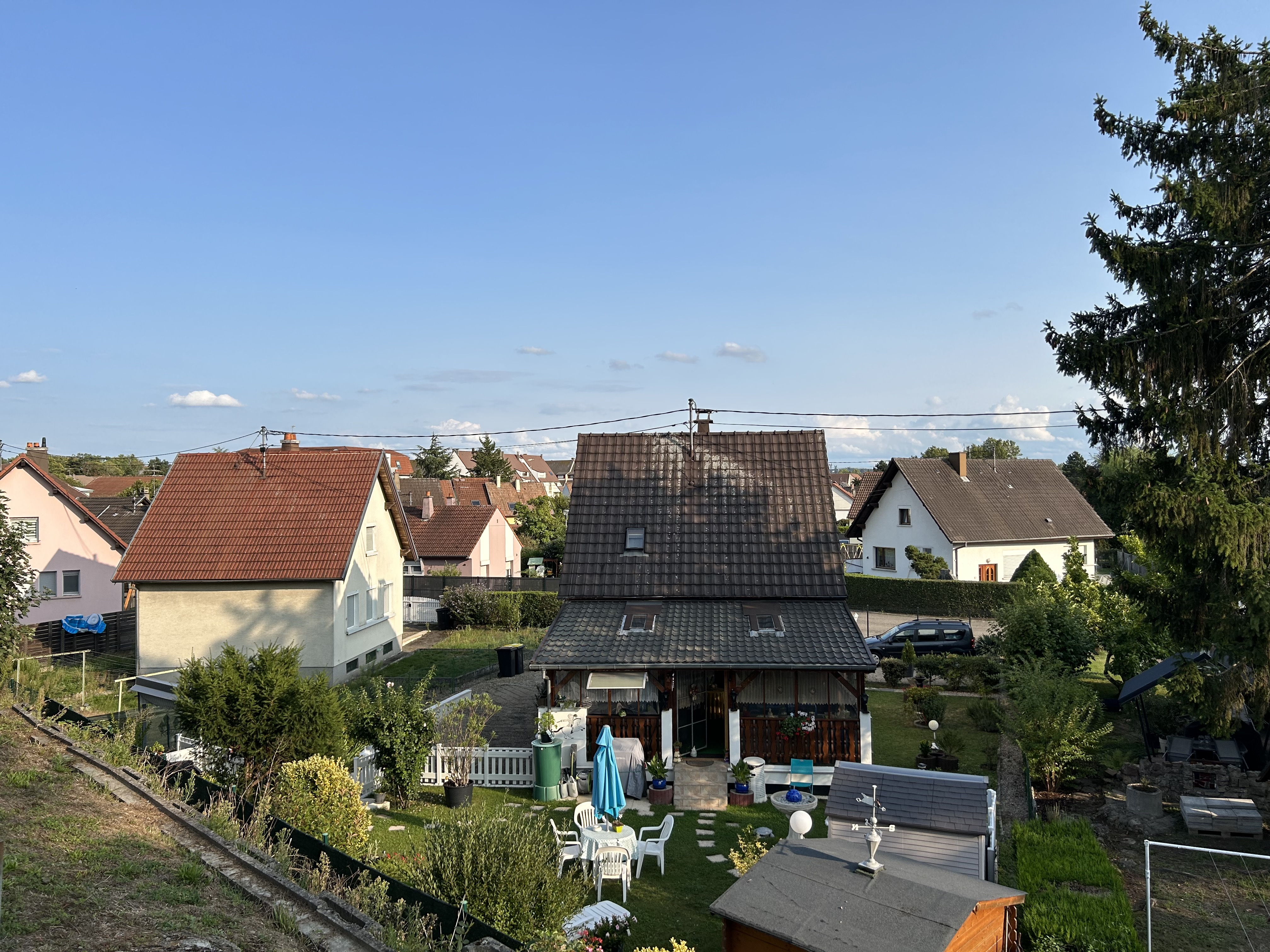
城南居民区

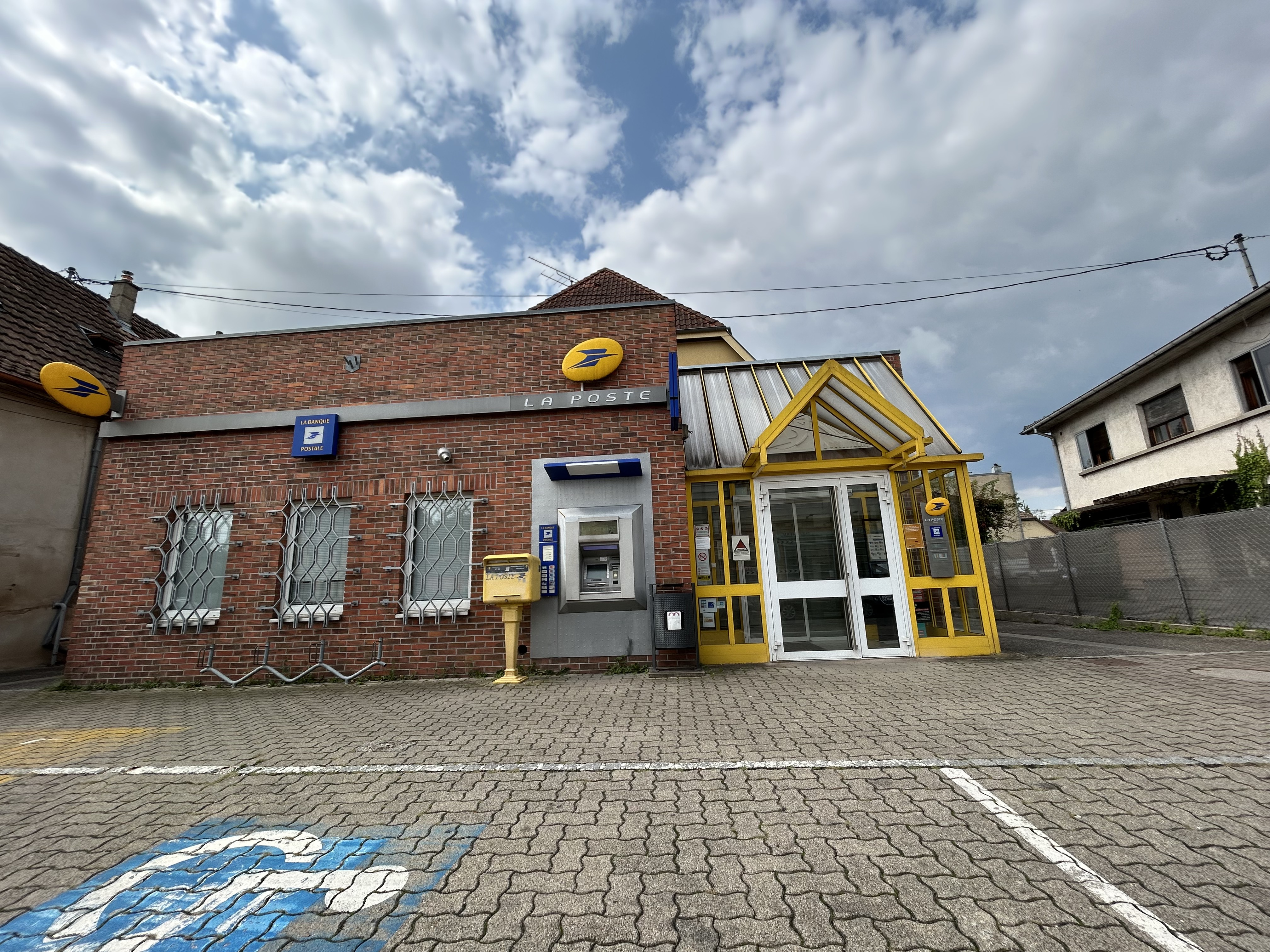
邮局

### 教育
法斯塔特属于斯特拉斯堡学区。截至2021年1月1日，法斯塔特境内共有2所幼儿园、2所小学和1所初级中学。2021至2022学年度，法斯塔特境内共有在校中等教育阶段学生461名。

### 医疗
截至2021年1月1日，法斯塔特境内共有全科医生4名、保健师7名、牙医5名和护士15名。境内共有药房2家、养老院0家、残疾人帮扶中心2家。
距离法斯塔特最近的区域性医疗机构为“米卢斯-南阿尔萨斯地区医疗集团”（Groupe Hospitalier de la région de Mulhouse et Sud Alsace），其主病区埃米尔·穆勒医院（Hôpital Emile Muller）位于米卢斯市区南部，距离法斯塔特市区的正常车程大约17分钟，该院设有床位961个，是当地规模最大的公立综合性医院。

### 住房
2019年，法斯塔特境内共有各类住房4,612套，其中45.9%为独立式居民区，53.9%为集中式居民区。常住房屋占法斯塔特市镇范围内居民建筑总量的92.2%。
在住房保障政策方面，2021年，法斯塔特境内共有810户家庭获得了住房经济补助，受益人数占总人口数量的8.1%，其中754份为房租补助。

### 商业
2021年，法斯塔特境内共有各类实体商铺124家，其中餐厅15家、大型超市3家、杂货店1家、面包房4家、书店1家、银行门店3家、美容美发店14家、汽车维修店6家。市区西北部建有一家Super U购物超市。

### 体育
2021年，法斯塔特境内共有2间体育馆、1座综合体育场、4处网球场、2处足球或橄榄球场以及2处篮球或排球场。
截至2023年8月，法斯塔特境内共有两家注册足球俱乐部。法斯塔特1926足球俱乐部（F.C. 1926 Pfastatt，编号503955）是当地的代表性足球队，成立于1926年，其主队2023至2024赛季参加大东部大区足球联赛丙组（法国第八级别），其主场为市政球场（Stade Municipal）。

### 环境
法斯塔特的环境事务由其所属的米卢斯阿尔萨斯城市圈公共社区联合各级政府协调负责。2021年，法斯塔特境内共有2家污染企业。

### 治安
法斯塔特及其附近的共4个市镇是米卢斯警区（zone police de Mulhouse）的管辖范围。2020年，该警区累计记录各类案件8,832起，其中盗窃类案件3,941起，经济类案件884起，毒品交易类案件403起。

## 文化

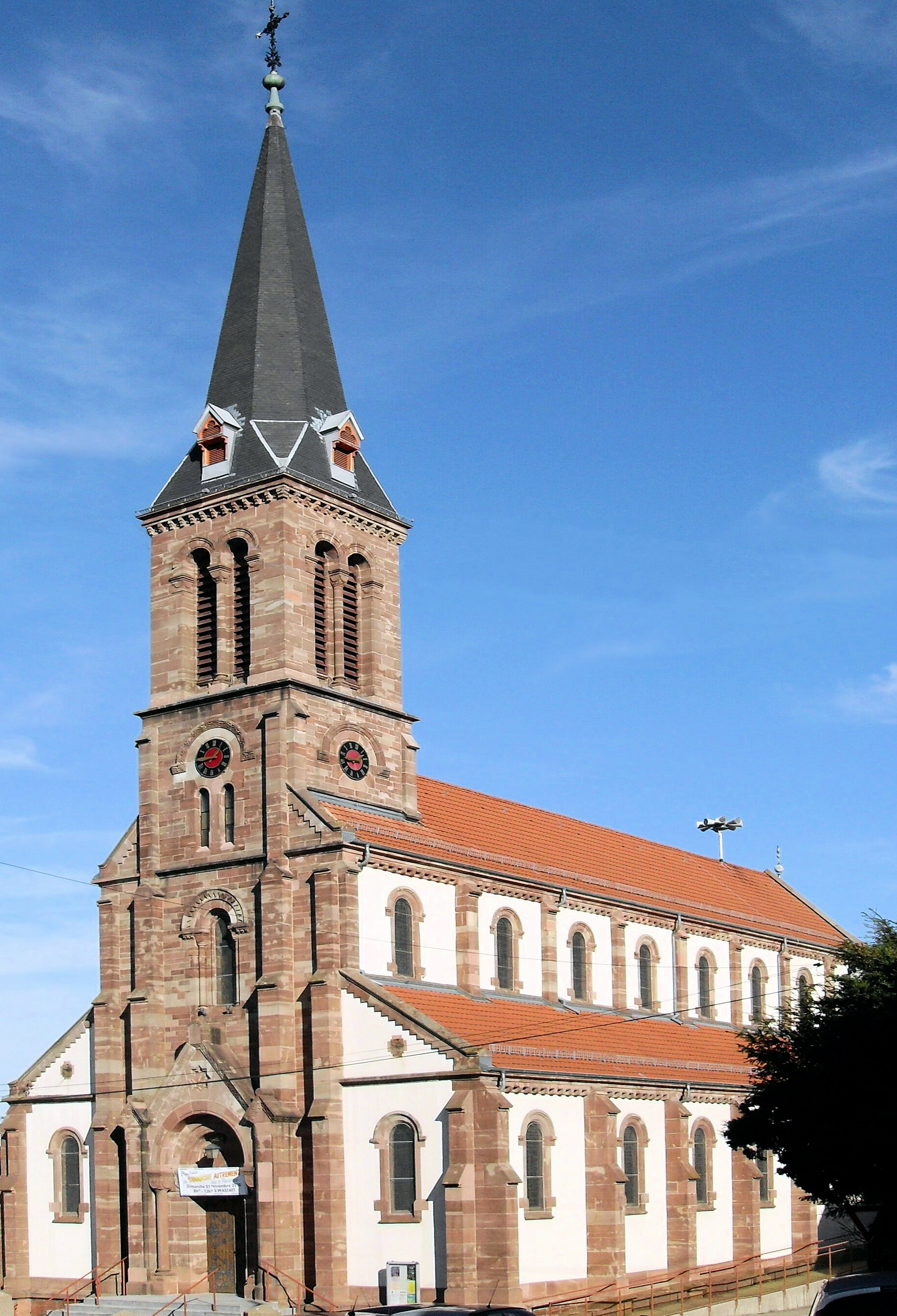
圣莫里斯教堂

2021年，法斯塔特境内暂无任何文化设施。法斯塔特市政府提供多媒体中心，每周二至六向公众开放。

### 建筑
法斯塔特境内有多处历史建筑，其中镇中心的圣莫里斯教堂（Église Saint-Maurice de Pfastatt）为法国国家文物保护单位。

### 旅游
法斯塔特的旅游事务由其所属的米卢斯阿尔萨斯城市圈公共社区负责。2022年，法斯塔特境内暂无任何游客接待设施。

### 媒体
法国主要的媒体均可在法斯塔特接收，法国电视三台下属的大东部大区频道在部分时段播出法斯塔特所在上莱茵省的地方新闻。《阿尔萨斯报》、《阿尔萨斯最新消息》、阿尔萨斯电视台、蓝色法兰西阿尔萨斯广播等是当地主要的地方性媒体。

## 友好城市
截至2023年8月，法斯塔特共与一座城市建立了友好城市关系：
- 奥德省 卡斯卡斯泰勒德科比耶尔